# Isopogon adenanthoides
Isopogon adenanthoides är en tvåhjärtbladig växtart som beskrevs av Meissn.. Isopogon adenanthoides ingår i släktet Isopogon och familjen Proteaceae. Inga underarter finns listade i Catalogue of Life.